# 2005年10月

## 10月31日
- 美国总统小布什提名阿利托担任大法官。此前，曾获提名的迈尔斯女士退出候选人名单。 BBC中文网
- 日本内阁改组。总务大臣麻生太郎为日本新外相，安倍晋三为日本内阁官房长官。新浪网（页面存档备份，存于）新浪网（页面存档备份，存于）中時電子報
- 美国隆重悼念民权斗士罗莎·帕克斯 BBC中文网[]
- 联合国安全理事会外长会议一致通过第1636号决议，要求叙利亚在联合国调查黎巴嫩前总理拉菲克·哈里里遇害事件时予以合作。 BBC中文网[]
- 針對台灣行政院新聞局調查TVBS電視台資金來源引發重大爭議一事，美國國務院表示：新聞自由對民主及人權至關重要，美國希望新聞自由在台灣能夠繼續得到保障。中時電子報[永久]自由電子報

## 10月30日
- 澳洲召开国际禽流感预防峰会，来自21个亚太国家的官员参加了这次会议。 BBC中文网
- 胡锦涛结束在朝鲜进行的友好访问。腾讯新闻（页面存档备份，存于）

## 10月29日
- 美、日兩國外交及國防部長在華府舉行所謂「二加二會談」後舉行記者會，就雙方安保議題發表協議書。兩國同意加強軍事合作，也將讓日本在本身防衛能力及亞太地區安全上肩負更重大責任。中時電子報[永久]自由電子報
- 奥地利再现一疯牛病，当局其后已经宰杀了33头牛。 BBC中文网
- 印度教新年「排燈節」來臨之際，印度新德里發生三起連環恐怖爆炸案，至少61人死亡。另印度東南部的安得拉邦一列載客火車出軌，車廂掉進洪水中，至少一百人死亡。新城電台 CNN（页面存档备份，存于）BBC中文網[]中時電子報
- 聯合國安全理事會谴责伊朗总统艾哈迈迪内贾德關於消滅以色列的言论，伊朗則指安理会的声明"不可接受" 。美國之音 BBC中文網
- 2005年東亞運動會在中国澳门开幕。新浪网（页面存档备份，存于）

## 10月28日
- 美国副总统切尼的幕僚长路易斯·利比，因被指控在中央情报局特工身份洩密一案中有罪而引咎辞职。 BBC中文网
- 关於联合国石油换食品管理不善和腐败问题的独立调查案指出：有超过兩千家公司曾向萨达姆所领导的前伊拉克政府進行贿赂。 BBC中文网
- 美國海軍宣佈日本已同意美國將派遣一艘核子動力航空母艦，取代目前駐日而在2008年將退役的柴油航母小鷹號。東森新聞網（页面存档备份，存于）
- 華揚史威靈飛機公司宣布：全新設計的SJ30-2商務客機，獲得美國聯邦航空總署（FAD）頒發新機型別認證。中時電子報

## 10月27日
- 欧盟证实克羅埃西亞野鹅死于H5N1。BBC中文网
- 耗时12年的Windows模拟器Wine发布第一个β版本（版本号0.9）Wikinews（页面存档备份，存于）
- 瑞士內閣「聯邦委員會」今天正式同意瑞士司法當局可就台灣對法國採購六艘拉法葉艦軍售弊案，提供台灣、法國和列支敦斯登司法協助。中時電子報[永久]自由電子報
- 中國四大國有商業銀行之一的中國建設銀行在香港交易所上市。新華網（页面存档备份，存于）

## 10月26日
- 由六國科學家合組的研究團隊宣布完成人類DNA細微差異模型的部分圖譜，這項成就將有助於研究人員加速找出心臟病、糖尿病、癌症、阿茲海默症以至氣喘等常見疾病的病因。自由電子報
- 美國與日本達成沖繩島美軍基地遷移協議，將美軍陸戰隊普天間基地與機場遷往沖繩名護市附近的施瓦布營區。BBC中文網[]中時電子報
- 中华人民共和国最高人民法院明确，将死刑核准权统一收归最高人民法院行使。 新华网（页面存档备份，存于）
- 加拿大法院裁決後，中石油完成收購哈薩克石油公司的法律程序，擊敗競買的俄羅斯盧克石油。新華社（页面存档备份，存于）

## 10月25日
- 中華民國宣佈與塞內加爾斷交，中華民國外交部宣布停止對塞一切援助計劃。中华人民共和国与塞内加尔恢复大使级外交关系。東森新聞網（页面存档备份，存于）自由電子報 深圳晚报[]
- 伊拉克新憲法在全民公投中，以78.59%的高支持率獲得通過。負責計票工作的選舉委員會官員和聯合國官員說，他們并沒有發現任何可能影響投票結果的舞弊現象。央視國際TVBS新聞網（页面存档备份，存于）
- 中華人民共和國官方證實湖南及安徽先後爆發禽流感。中時電子報[永久]
- 因強制隔離政策，日本東京地方法院判決日本政府應補償台灣日治時期的漢生病患。同在殖民時期遭隔離的南韓病患求償，卻被判敗訴。自由電子報

## 10月24日
- 莱赫·卡钦斯基在波兰总统选举中胜出。西部在线（页面存档备份，存于）自由電子報中時電子報
- AMD与中华人民共和国科技部签署备忘录，将向中国转让其所拥有的低功耗x86系列之微处理器核心技术，这是迄今为止中美半导体领域最具影响力的技术转让。新浪网（页面存档备份，存于）中時電子報
- 香港一名使用點對點技術發放有版權電影的用戶（古惑天王），被告侵權罪名成立，這成為全球首宗因網上使用點對點技術分享而獲罪的案例。明報
- 联合国在纽约总部举行一系列纪念联合国成立60周年的活动。新浪网（页面存档备份，存于）

## 10月23日
- 瑞典出現禽流感，北歐也淪陷，歐洲恐慌。TVBS新聞網（页面存档备份，存于）台視新聞網[]
- 聯合國賑災救援直升機墜毀，5名俄羅斯人員罹難。東森新聞網（页面存档备份，存于）
- 伊拉克憲法公投，6成民眾支持新憲法。華視新聞網自由電子報
- 泰国再次发现人感染禽流感病毒疑似病例。新浪网（页面存档备份，存于）

## 10月22日
- 黎巴嫩前總理拉菲克·哈里里遇刺案，敘利亞涉案高層遭刪。自由電子報
- 飓风威尔玛吹袭墨西哥海岸地区，度假胜地坎昆的低洼地带受水災。 BBC中文网
- 美國首度批准腦幹細胞移植。自由電子報
- 尼日利亚贝尔韦尤航空公司一架由拉各斯起飛的波音737-200客机，在雷雨中起飛3分鐘後坠毁焚燒，117人罹难。該國政府發布資料混亂，乘客人數、罹難人數甚至出事地點也曾多次改稱。紅十字會則指墜機現場撞出20米的深坑。該國几名高级官员也在乘客当中。新华网（页面存档备份，存于） 番薯藤-新聞（页面存档备份，存于）自由電子報中時電子報明報

## 10月21日
- 记者无国界组织呼吁中华人民共和国政府停止屏蔽维基百科网站。RFA 记者无国界
- 瑞士羅氏藥廠表示該公司出品的（Tamiflu）將限制對個人的供應。聯合新聞網 （页面存档备份，存于）
- 英国公布首例禽流感病例，在死亡的鹦鹉体内检查出H5病毒。BBC中文网（页面存档备份，存于）
- 伊拉克前总统萨达姆案件的一位辩护律师加纳维在被绑架一天以后被人槍殺。 BBC中文网（页面存档备份，存于）

## 10月20日
- "记者无国界"公布2005年全球新闻自由指数，排名的前10名都是欧洲国家。此外香港排名39，美国排名44，台湾排名51，中国大陆排名159成为倒数第9，朝鲜名列167成为最后一名。BBC中文网（页面存档备份，存于）记者无国界
- 伊拉克前领导人萨达姆·侯赛因律师团的一名成员萨阿敦·萨吉尔·贾纳比被不明枪手绑架。 BBC中文網
- 中國國務院根據香港特區行政長官曾蔭權的提名，黃仁龍接替梁愛詩出任律政司司長。

## 10月19日
- 飓风威尔玛强度级别剧增为五级，风速超过每小时280公里，成为大西洋上有纪录以来的最强风暴。BBC中文网
- 伊拉克前總統海珊在巴格達出庭受审。海珊拒绝认罪。 BBC中文网
- 中國內蒙古自治區首府呼和浩特一家珍禽養殖場爆發H5N1禽流感疫情，造成2600隻羽禽死亡。中國衛生相關單位宣稱疫情已獲得控制，沒有發現新的疫點。番薯藤新聞（页面存档备份，存于）大公網
- 維基百科在中國大陸無法被訪問。 星島日報[]大紀元時報
- 李登輝拜會美國國會山莊，25議員歡迎。番薯藤NEWS[]

## 10月18日
- 美国国防部长拉姆斯菲尔德访问中国。 美国之音（页面存档备份，存于）
- 日本100多议员团体参拜靖国神社。中国外交部随后宣布取消日本外相町村信孝访华计划。 BBC中文网
- 美洲热带风暴威尔玛升级成一级飓风，横扫加勒比海地区。牙买加发生水灾 BBC中文网

## 10月17日
- 希腊伊努塞斯岛和希俄斯岛证实有禽鸟受禽流感感染。BBC中文网（页面存档备份，存于）
- 世界贸易组织非政府组织圆桌会议在香港举行。RFA
- 日本首相小泉纯一郎参拜了備受爭議的靖国神社。中国和韩国表示抗议。 BBC中文网 Sina（页面存档备份，存于）
- 中国神舟六号载人飞船返航，宇航员费俊龙和聂海胜安全返回地面，中国第二次载人航天获得成功。

## 10月16日
- 中国神舟六号载人飞船返回舱在内蒙古自治区中部的四子王旗阿木古郎草原着陆 BBC中文网。
- 伊拉克宪法公投顺利完成，投票率达到70% BBC中文网（页面存档备份，存于）
- J.K.罗琳的小说《哈利·波特与“混血王子”》的官方中文译本在中国大陆上市发行。 美国之音

## 10月15日
- 第七届二十国集团财长峰会在中国北京召开。凤凰网
- 中国政府宣布，世界上最高的铁路青藏铁路全线完工。凤凰网 BBC中文网[]
- 伊拉克针对新宪法举行全民公投。凤凰网
- 臺灣中央氣象局報告在臺灣時間23時51分5.6秒時於臺灣基隆市地震站東方185.2公里處海域發生芮氏規模7.0的大地震。震央位置在北緯25.15°，東經123.60°，深度181.4公里。由於地震深度很深，沒有傳出傷亡及引起海嘯。美國地質調查局（USGS）則報告這次地震芮氏規模為6.5。中央氣象局地震測報中心BBC中文网[]USGS地震報告[永久]

## 10月14日
- 在東南亞各國造成60人死亡的禽流感已經蔓延到歐洲，世界衛生組織（WHO）預估，2006年1月至3月是爆發全球性傳染高危險期。東森新聞報（页面存档备份，存于）
- 英国御用大律师安东尼·斯克里夫纳接获邀请为伊拉克前领导人萨达姆·侯赛因辩护。 BBC中文网

## 10月13日
- 瑞典皇家文学院宣布，英国剧作家哈罗德·品特获得2005年度诺贝尔文学奖，以及一千万瑞典克朗的奖金。理由是他的作品「揭示了日常絮談中的危機、強行打開了壓迫的封閉房間」。新浪网（页面存档备份，存于） BBC 中文網[]
- 俄羅斯卡巴爾達—巴爾卡爾共和國首府納爾奇克市遭到武裝分子襲擊。百名以上的武裝分子分成多組，同時襲擊納爾奇克多個政府部門、警察局、軍營、機場以及一所學校，引發激烈攻防戰。造成至少有60人喪生，包括50名武裝分子。BBC 中文網[]星洲日報（页面存档备份，存于）
- 日本参议院通過邮政民营化法案。共同社

成功高中戴士賢同學出生

## 10月12日
- 中国神舟六号在上午九点，在酒泉卫星发射中心成功发射，顺利升空。本次任务携带了费俊龙和聂海胜两名宇航员 。新浪网（页面存档备份，存于）
- 在遭受颶風卡崔娜嚴重肆虐破壞並積水長達一個多月之後，紐奧良受到卡崔娜和麗塔兩次颶風侵襲所造成的積水，已經完全抽乾。BBC中文網
- 中华人民共和国第十届运动会在江苏南京开幕。

## 10月11日
- 联合国选出刚果、加纳、卡塔尔、斯洛伐克和秘鲁为安全理事会5个新非常任理事国。Yahoo!香港
- 日本眾議院通過郵政民營化法案。BBC 中文網
- 中共第十六届五中全会闭幕，会议审议通过了《中共中央关于制定国民经济和社会发展第十一个五年规划的建议》。

## 10月10日
- 瑞典皇家科学院宣布，以色列经济学家罗伯特·奥曼和美国经济学家托马斯·谢林获得了2005年诺贝尔经济学奖。这两位经济学家因“通过博弈论分析增进了我们对冲突与合作的理解”而获得1千万瑞典克朗的奖金。新浪网（页面存档备份，存于）南方周末（页面存档备份，存于）
- 德國基督教民主聯盟、基督教社會聯盟與社會民主黨經过長時間談判協商，確認由安格拉·多萝西娅·默克爾出任德國總理。國際在線[永久]
- 日本在澳洲成功的試飛一架超音速客機的縮小尺寸原型機，速度可達2馬赫。預定在15年內量產出可搭載300名旅客的超音速客機。星洲日報（页面存档备份，存于）

## 10月9日
- 土耳其农业部证实，在土耳其境内也首次发现了禽流感病例。 BBC中文网（页面存档备份，存于）
- 中国国家测绘局公布，新测量的珠穆朗玛峰峰顶岩石面海拔高程为8844.43米。新华网（页面存档备份，存于）

## 10月8日
- 印度、阿富汗和巴基斯坦边界地区发生里氏7.6级地震，已经确认超过二万人丧生。 USGS BBC中文网（页面存档备份，存于） 凤凰网
- 飓风斯坦在中美洲造成严重破坏，在危地马拉有600人失踪，170多人证实死亡。 BBC中文网（页面存档备份，存于）
- 罗马尼亚出现了首例禽流感病例。BBC中文网

## 10月7日
- 瑞典皇家科学院宣布2005年诺贝尔和平奖将颁发给国际原子能机构及其总干事穆罕默德·巴拉迪，他们将共同分享129万美元的奖金。 BBC中文网（页面存档备份，存于）
- 南京长江第三大桥正式通车，该桥是世界上第一座“人”字弧线形钢塔斜拉桥。新华网（页面存档备份，存于）
- 全球最大的互联网服务提供商美国在线决定收购著名的网志服务商Weblogs公司。 BBC中文网

## 10月6日
- 飓风斯坦横扫中美洲和墨西哥南部造成滑坡和泛滥，至少120人死亡。 BBC中文網
- 加拿大多伦多神秘疫情死亡总数已經达到16人，可能是军团病。 美國之音（页面存档备份，存于）

## 10月5日
- 瑞典皇家科学院宣布2005年诺贝尔化学奖授予在发现有机物合成转换方面做出杰出贡献的法国科学家伊夫·肖万、美国科学家罗伯特·格拉布、美国科学家里理查德·施罗克。 BBC中文网（页面存档备份，存于）
- 印度再次成功试射一枚短程地对空导弹。 美国之音
- 由于检测发现市场上百分之六十以上石斑鱼含有致癌的孔雀石绿，台湾再度暂时禁止贩售石斑鱼 RFA
- 热带风暴塔米在美国佛罗里达外海上形成 Bloomberg（英文）（页面存档备份，存于）

## 10月4日
- 自美国和德国的科学家罗伊·格劳伯和约翰·霍尔、特奥多尔·亨施由于在量子物理光学方面的突出成就，赢得2005年诺贝尔物理学奖。澳大利亚科学家巴里·马歇尔（Barry J. Marshall）和罗宾·沃伦（J. Robin Warren）因发现了幽门螺杆菌以及该细菌对消化性溃疡病的致病机理而共同获得诺贝尔生理学或医学奖。BBC中文网 新浪新闻（页面存档备份，存于）
- 欧盟就土耳其入盟问题达成一致。BBC中文网 新华网（页面存档备份，存于）
- 《经济学人》所做调查结论，加拿大温哥华当选全球最适合居住城市。 BBC中文网

## 10月3日
- 惠普公司将从2006年开始在惠普个人计算机上预装网景浏览器。 BBC中文网
- 台风龙王袭击中国福建。大约60名军校学生在两栋楼房被台风引起的泥石流冲击后下落不明。 BBC中文网

## 10月2日
- 萨尔瓦多伊拉马特佩克火山爆发，释放出大量烟雾、火山灰和燃烧着的火石。 BBC中文网
- 第21屆天主教世界主教會議在梵蒂岡召开。 梵蒂冈广播电台 BBC中文网
- 台风龙王侵袭台湾。台湾各地出现强风暴雨天气。 BBC中文网
- 香港馬王精英大師代表香港，在日本中山競馬場舉行的日本短途錦標取得勝利。明報新聞網

## 10月1日
- 印尼巴厘岛发生一连串爆炸。爆炸地点位于南部库塔（Kuta）和金巴兰（Jimbaran）海滩。 BBC中文网（页面存档备份，存于）
- 俄罗斯联盟号在哈萨克斯坦拜科努尔发射升空，美国富翁奥尔森成为世界上第三位太空游客。 BBC中文网（页面存档备份，存于）
- 上千名台湾同性恋活动人士在台北举行游行，争取平等权利。 BBC中文网（页面存档备份，存于）